# Heikant (Mook en Middelaar)
De Heikant is een buurtschap in de Nederlandse gemeente Mook en Middelaar in de provincie Limburg.
Het ligt ongeveer één kilometer ten noorden van Middelaar aan de Mookerplas en vlak bij de buurtschap Katerbosch.
Dorpen: Middelaar · Molenhoek (deels) · Mook · Plasmolen

Buurtschappen: Bisselt (deels) · Heikant · Katerbosch · Riethorst

Limburg: Steden en dorpen      Nederland: Provincies · Gemeenten